# Олдершот Таун
ФК «Олдершот Таун» (англ. Aldershot Town Football Club) — англійський футбольний клуб з міста Олдершот, заснований у 1992 році. Виступає в Національній лізі. Домашні матчі приймає на стадіоні «Рекріейшн Стедіум», потужністю 7 100 глядачів.